# Tag (beveiliging)
Een tag is een magneet om objecten, bijvoorbeeld kleding te beveiligen tegen diefstal.
Tags zijn er in diverse soorten. Er zijn tags gevuld met inkt, die de inkt loslaten, wanneer een dief de tag probeert te verwijderen, zodat het kledingstuk wordt geruïneerd. Ook is de winkeldeur beveiligd met elektronische poortjes. Als een tag langs deze poortjes gaat, gaat er een alarm af. Op deze manier kan een dief niet zomaar kleding meenemen. 

## Het systeem
Een tag zit aan het object vast met een pin. Deze pin kan alleen verwijderd worden door de tag tegen een magneet te houden. Hierna kan de pin uit de tag gehaald worden. Het nadeel hiervan is dat de pin soms dwars door een kledingstuk gaat, en zo gaten kan achterlaten. Als de tag echter goed wordt geplaatst, laat ze het kledingstuk intact. Dit kan, doordat de heel scherpe pinnen zich in de geweven stof boren, zonder daarin de weefdraden te breken. Door het gaatje nadien 'recht te trekken', kan het zo weer verdwijnen. Op deze manier kan de klant na het afrekenen het kledingstuk zonder schade mee naar huis nemen.